# ستيفن هيل (لاعب كرة قدم أمريكية)
ستيفن هيل (بالإنجليزية: Stephen Hill)‏ هو لاعب كرة قدم أمريكية أمريكي، ولد في 25 أبريل 1991 في Tucker, Georgia ‏ في الولايات المتحدة.

## وصلات خارجية
- ستيفن هيل على موقع الاتحاد الدولي لألعاب القوى (الإنجليزية)
- ستيفن هيل على موقع مرجع كرة القدم المحترفة.كوم (الإنجليزية)